# Львівська обласна рада депутатів трудящих XII скликання
Львівська обласна рада депутатів трудящих дванадцятого скликання — представничий орган Львівської області у 1969—1971 роках.
Нижче наведено список депутатів Львівської обласної ради 12-го скликання, обраних 16 березня 1969 року в загальних та особливих округах. Всього до Львівської обласної ради 12-го скликання було обрано 245 депутатів.
| Прізвище, ім'я, по-батькові         | Місто чи район           | Виборчий округ                    | Посада | Примітки                     |
| ----------------------------------- | ------------------------ | --------------------------------- | --- | ---------------------------- |
| Андрусик Розалія Дмитрівна          | Жидачівський район       | Гніздичівський № 112              | вчителька Тейсарівської восьмирічної школи Жидачівського р-ну                                                                     |                              |
| Андрушко Орест Дмитрович            | Старосамбірський район   | Нижанковицький № 208              | директор радгоспу «Нижанковицький» села Міженець Старосамбірського р-ну                                                           |                              |
| Антоненко Борис Тихонович           | місто Львів              | Залізничний № 25                  | прокурор Львівської області |                              |
| Бабій Петро Васильович              | Перемишлянський район    | Болотнянський № 161               | директор Іванівської восьмирічної школи Перемишлянського р-ну                                                                     |                              |
| Багнюк Михайло Олександрович        | Буський район            | Куткірський № 88                  | механізатор колгоспу «Шлях Леніна» села Утішків Буського р-ну                                                                     |                              |
| Бадзюк Олександр Іванович           | Миколаївський район      | Роздольський № 141                | голова Миколаївського райвиконкому                                                                                                |                              |
| Балуш Надія Григорівна              | Кам'янсько-Бузький район | Стрептівський № 133               | ланкова колгоспу імені ХХ з'їзду КПРС села Банюнин Кам'янсько-Бузького району                                                     |                              |
| Безруков Іван Васильович            | Яворівський район        | Шклівський № 236                  | слюсар Яворівського гірничо-хімічного комбінату                                                                                   |                              |
| Бибик Ганна Дмитрівна               | Стрийський район         | Завадівський № 219                | свинарка колгоспу імені Івана Франка села Завадів Стрийського р-ну                                                                |                              |
| Биків Яків Андрійович               | Дрогобицький район       | Добрівлянівський № 100            | бригадир рільничої бригади колгоспу імені Жданова села Грушів Дрогобицького р-ну                                                  |                              |
| Бігун Катерина Данилівна            | місто Стрий              | Стрийський № 71                   | сортувальниця лісопаркетного цеху Стрийського виробничого об'єднання меблево-деревообробної промисловості                         |                              |
| Блага Віра Василівна                | Миколаївський район      | Новороздольський № 139            | кранівниця Роздольського комбінату будівельних матеріалів Миколаївського р-ну                                                     |                              |
| Бобришов Анатолій Микитович         | місто Львів              | Ленінський № 13                   | скловар Львівського заводу скляних ізоляторів                                                                                     |                              |
| Богданович Григорій Йосипович       | місто Львів              | Залізничний № 20                  | начальник управління Львівської залізниці                                                                                         |                              |
| Боднар Ганна Петрівна               | Сокальський район        | Белзький № 195                    | колгоспниця колгоспу «Прогрес» села Бутини Сокальського р-ну                                                                      |                              |
| Бойко Іван Йосипович                | місто Львів              | Шевченківський № 39               | бригадир монтажників тресту будівельного управління № 13 «Львівпромбуд»                                                           |                              |
| Бондар Павло Степанович             | Самбірський район        | Ралівський № 186                  | голова Самбірського райвиконкому                                                                                                  |                              |
| Босак Марія Дмитрівна               | Дрогобицький район       | Рихтицький № 106                  | колгоспниця колгоспу імені Шевченка села Рихтичі Дрогобицького р-ну                                                               |                              |
| Бульба Григорій Савич               | місто Дрогобич           | Дрогобицький № 62                 | голова Дрогобицького міськвиконкому                                                                                               |                              |
| Бучинський Володимир Степанович     | місто Львів              | Залізничний № 19                  | старший майстер пункту технічного огляду станції Клепарів Львівської залізниці                                                    |                              |
| Вайда Розалія Антонівна             | Жидачівський район       | Бережницький № 109                | ланкова колгоспу «Дружба» села Млиниська Жидачівського р-ну                                                                       |                              |
| Ванівська Анастасія Степанівна      | Самбірський район        | Бабинський № 181                  | колгоспниця ланки буряководів колгоспу імені Кірова села Бабине Самбірського р-ну                                                 |                              |
| Варварук Марія Іллівна              | Старосамбірський район   | Стрілківський № 214               | інженер-технолог Стрілківського виробничого об'єднання меблевої промисловості Старосамбірського р-ну                              |                              |
| Василишин Марія Василівна           | Яворівський район        | Верблянський № 228                | колгоспниця колгоспу «Перше Травня» села Залужжя Яворівського р-ну                                                                |                              |
| Венгловська Марія Олександрівна     | місто Львів              | Залізничний № 28                  | монтер першої дистанції сигналізації і зв'язку Львівської залізниці                                                               |                              |
| Вергун Ганна Федорівна              | Яворівський район        | Нагачівський № 232                | колгоспниця колгоспу імені Карла Маркса села Чернилява Яворівського р-ну                                                          |                              |
| Веселовська Мирослава Іванівна      | Буський район            | Олеський № 90                     | ланкова колгоспу «Вільне життя» села Ожидів Буського р-ну                                                                         |                              |
| Вировець Євген Тихонович            | Турківський район        | Завадівський № 223                | голова Турківського райвиконкому                                                                                                  |                              |
| Візний Володимир Йосипович          | Перемишлянський район    | Вовківський № 162                 | зоотехнік колгоспу «Росія» села Костенів Перемишлянського р-ну                                                                    |                              |
| Воєвода Богдан Іванович             | Сокальський район        | Правдівський № 198                | агроном колгоспу імені Горького села Перемога Сокальського р-ну                                                                   |                              |
| Войтович Микола Васильович          | Старосамбірський район   | Старосамбірський № 211            | бригадир бригади шліфувальників Старосамбірської меблевої фабрики Стрілківського виробничого об'єднання меблевої промисловості    |                              |
| Волошиновський Степан Іванович      | Пустомитівський район    | Верхньобілківський № 168          | директор Львівського спецтресту радгоспів                                                                                         |                              |
| Вороніна Людмила Михайлівна         | місто Львів              | Залізничний № 37                  | контролер Львівського заводу «Львівприлад»                                                                                        |                              |
| Гавара Роман Володимирович          | Золочівський район       | Підлипецький № 124                | електрик колгоспу «Іскра» села Плугів Золочівського р-ну                                                                          |                              |
| Гаврилюк Антон Маркович             | місто Львів              | Ленінський № 6                    | машиніст бульдозера Львівського управління механізації № 538 тресту «Промхімсантехмонтаж»                                         |                              |
| Гавур Марія Миколаївна              | Золочівський район       | Почапівський № 126                | колгоспниця комсомольсько-молодіжної ланки по вирощуванню буряків колгоспу імені Івана Франка села Почапи Золочівського р-ну      |                              |
| Галаджун Лев Іванович               | місто Львів              | Залізничний № 22                  | слюсар-монтажник Львівського заводу імені Леніна                                                                                  |                              |
| Галайко Лідія Василівна             | Яворівський район        | Немирівський № 233                | колгоспниця колгоспу «Авангард» села Смолин Яворівського р-ну                                                                     |                              |
| Гапон Степан Григорович             | місто Червоноград        | Соснівський № 78                  | бригадир прохідників Червоноградського шахтобудівного управління № 4 тресту «Укрособвуглемонтаж»                                  |                              |
| Гарасимчук Мирослава Степанівна     | Бродівський район        | Підкамінський № 84                | ланкова колгоспу «Шлях Ілліча» села Черниця Бродівського р-ну                                                                     |                              |
| Гафтанюк Костянтин Тимофійович      | Яворівський район        | Краковецький № 231                | начальник Львівського обласного управління лісового господарства і лісозаготівель                                                 |                              |
| Гентош Омеляна Миколаївна           | місто Самбір             | Самбірський № 66                  | набірниця фанери Самбірського виробничого об'єднання меблевої промисловості                                                       |                              |
| Герус Дарія Григорівна              | Нестеровський район      | Новоскварявський № 157            | ланкова колгоспу імені Кірова села Нова Скварява Нестеровського р-ну                                                              |                              |
| Гиндин Іван Дмитрович               | місто Стрий              | Стрийський № 70                   | слюсар електро-силового цеху Стрийського вагоноремонтного заводу                                                                  |                              |
| Глова Степан Антонович              | Яворівський район        | Прилбичівський № 234              | бригадир тракторної бригади колгоспу «Правда» села Рогізне Яворівського р-ну                                                      |                              |
| Гнидюк Микола Якимович              | Дрогобицький район       | Лішнянський № 102                 | заступник голови Львівського облвиконкому                                                                                         |                              |
| Гнип Василь Миколайович             | Дрогобицький район       | Солонський № 107                  | агроном колгоспу «Нове життя» села Болехівці Дрогобицького р-ну                                                                   |                              |
| Говядін Микола Фадійович            | Бродівський район        | Заболотцівський № 81              | голова Бродівського райвиконкому                                                                                                  |                              |
| Головач Семен Антонович             | місто Самбір             | Самбірський № 64                  | електрик Самбірського філіалу Львівської склофірми «Райдуга»                                                                      |                              |
| Гонтаренко Василь Іванович          | Сокальський район        | Угнівський № 204                  | голова Сокальського райвиконкому                                                                                                  |                              |
| Гошовський Володимир Миколайович    | місто Стрий              | Стрийський № 69                   | секретар парткому Стрийського газопромислового управління імені 50-річчя Жовтня; голова Стрийського міськвиконкому                |                              |
| Гуга Іван Володимирович             | Жидачівський район       | Журавненський № 115               | тракторист комсомольсько-молодіжної ланки колгоспу імені Шевченка села Мельнич Жидачівського р-ну                                 |                              |
| Гудз Степанія Григорівна            | місто Львів              | Шевченківський № 46               | розкрійниця Львівської взуттєвої фірми «Прогрес»                                                                                  |                              |
| Гупаловський Євген-Юрій Андрійович  | Золочівський район       | Золочівський № 122                | лікар, завідувач хірургічного відділення Золочівської центральної міськрайлікарні                                                 |                              |
| Гургаль Володимир Йосипович         | місто Львів              | Шевченківський № 47               | начальник центральної лабораторії Львівського заводу алмазних інструментів                                                        |                              |
| Гущинська Марія Василівна           | місто Львів              | Ленінський № 10                   | вчителька російської мови і літератури Львівської середньої школи № 25                                                            |                              |
| Денисенко Григорій Іванович         | місто Львів              | Залізничний № 24                  | ректор Львівського політехнічного інституту                                                                                       |                              |
| Джугало Володимир Федорович         | місто Львів              | Винниківський № 18                | заступник голови Львівського облвиконкому                                                                                         |                              |
| Джуфер Степанія Євстахіївна         | Сколівський район        | Орівський № 191                   | ланкова колгоспу імені Жданова села Підгородці Сколівського р-ну                                                                  |                              |
| Діденко Іван Олексійович            | особливий округ          | Залізничний район міста Львова    | заступник командувача військ Прикарпатського військового округу                                                                   |                              |
| Дідик Тамара Софронівна             | місто Львів              | Ленінський № 1                    | солістка опери Львівського академічного театру опери та балету імені Івана Франка                                                 |                              |
| Дмитрах Тарас Федорович             | місто Дрогобич           | Дрогобицький № 57                 | токар Дрогобицького долотного заводу                                                                                              |                              |
| Дмитрик Романа Михайлівна           | місто Львів              | Брюховицький № 53                 | робітниця мотального цеху Львівської бавовнопрядильної фабрики                                                                    |                              |
| Дмитрук Тетяна Панасівна            | місто Львів              | Залізничний № 31                  | фрезерувальниця автоматно-револьверного цеху Львівського заводу «Львівсільмаш»                                                    |                              |
| Довганик Марія Іванівна             | Яворівський район        | Рясненський № 235                 | ланкова колгоспу «Нове життя» села Вороців Яворівського р-ну                                                                      |                              |
| Додачко Федір Андрійович            | Старосамбірський район   | Хирівський № 209                  | голова Старосамбірського райвиконкому                                                                                             |                              |
| Домбровський Іван Федорович         | місто Львів              | Залізничний № 32                  | оглядач вагонів пасажирського вагонного депо станції Львів Львівської залізниці                                                   |                              |
| Драмарецька Зінаїда Василівна       | Старосамбірський район   | Скелівський № 213                 | зоотехнік колгоспу імені Ватутіна села Скелівка Старосамбірського р-ну                                                            |                              |
| Дубик Михайло Васильович            | місто Дрогобич           | Дрогобицький № 59                 | бригадир комплексної бригади оздоблювальників Дрогобицького будівельного управління № 41                                          |                              |
| Дудикевич Богдан Корнилович         | місто Львів              | Ленінський № 16                   | директор Львівського філіалу Центрального музею В.І.Леніна                                                                        |                              |
| Дусин Софія Федорівна               | Турківський район        | Нижньовисоцький № 226             | доярка колгоспу імені Горького села Комарники Турківського р-ну                                                                   |                              |
| Дуцяк Богдан Іванович               | Нестеровський район      | Куликівський № 153                | економіст колгоспу «Світанок» села Зашків Нестеровського р-ну                                                                     |                              |
| Жидяк Ольга Василівна               | місто Львів              | Шевченківський № 51               | швея Львівської швейної фірми «Маяк»                                                                                              |                              |
| Заброварний Михайло Васильович      | Самбірський район        | Воле-Баранецький № 184            | голова колгоспу імені Щорса села Воля-Баранецька Самбірського р-ну                                                                |                              |
| Загорський Степан Матвійович        | місто Червоноград        | Гірницький № 77                   | бригадир прохідників шахти № 4 «Великомостівська» тресту «Червоноградвугілля»                                                     |                              |
| Зінкевич Володимир Іванович         | Золочівський район       | Єлиховичівський № 120             | голова Золочівського райвиконкому                                                                                                 |                              |
| Іваній Ганна Федорівна              | місто Львів              | Шевченківський № 43               | наладчиця цеху контрасного скла Львівського мехсклозаводу                                                                         |                              |
| Івашків Юлія Антонівна              | Перемишлянський район    | Бібрський № 160                   | ланкова колгоспу імені Шевченка села Великі Глібовичі Перемишлянського р-ну                                                       |                              |
| Іващенко Анатолій Степанович        | Перемишлянський район    | Чемеринецький № 166               | голова Перемишлянського райвиконкому                                                                                              | помер 13.03.1970             |
| Кадельчук Іван Капітонович          | Городоцький район        | Березецький № 92                  | голова колгоспу імені 50-річчя Великого Жовтня села Березець Городоцького р-ну                                                    |                              |
| Калитчак Ганна Миколаївна           | Стрийський район         | Яблунівський № 220                | ланкова колгоспу «Прогрес» села Яблунівка Стрийського р-ну                                                                        |                              |
| Калюжний Микола Федорович           | Дрогобицький район       | Новокропивницький № 104           | голова Дрогобицького райвиконкому                                                                                                 |                              |
| Карачевцев Олексій Павлович         | Мостиський район         | Зав'язанецький № 143              | голова Мостиського райвиконкому                                                                                                   |                              |
| Карпа Йосип Михайлович              | Старосамбірський район   | Головецький № 205                 | бригадир по тваринництву радгоспу «Прогрес» («Стрілківський») села Стрілки Старосамбірського р-ну                                 |                              |
| Касюхнич Володимир Васильович       | Сколівський район        | Верхньосиньовидненський № 189     | 1-й секретар Сколівського райкому КПУ                                                                                             |                              |
| Катрун Богдан Іванович              | Буський район            | Милятинський № 89                 | колгоспник колгоспу імені ХХІ з'їзду КПРС міста Буськ Буського р-ну                                                               |                              |
| Качмар Марія Володимирівна          | Дрогобицький район       | Ясенице-Сільнянський № 108        | колгоспниця колгоспу «Ленінський шлях» села Ясениця-Сільна Дрогобицького р-ну                                                     |                              |
| Кащин Марія Василівна               | Жидачівський район       | Вербицький № 111                  | ланкова колгоспу імені ХХІІ з'їзду КПРС села Вербиця Жидачівського р-ну                                                           |                              |
| Кебало Степан Іванович              | місто Львів              | Ленінський № 4                    | каменяр будівельного управління № 2 тресту «Львівжитлобуд»                                                                        | вибув                        |
| Климчук Марія Марківна              | Радехівський район       | Лопатинський № 177                | скотар колгоспу імені Радянської Армії селища Лопатин Радехівського р-ну                                                          |                              |
| Ковалик Михайло Миколайович         | Золочівський район       | Золочівський № 121                | бригадир комплексної бригади Золочівського ремонтно-будівельного управління № 11                                                  |                              |
| Коваль Василь Михайлович            | місто Дрогобич           | Стебницький № 63                  | бурильник-підривник рудника № 1 Стебницького калійного комбінату                                                                  |                              |
| Коваль Ганна Василівна              | Миколаївський район      | Гірський № 135                    | колгоспниця колгоспу імені Мічуріна села Гірське Миколаївського р-ну                                                              |                              |
| Коваль Мар'ян Стахович              | Нестеровський район      | Нестеровський № 156               | видувальник Нестеровського філіалу Львівської склофірми «Райдуга»                                                                 |                              |
| Ковальчук Петро Іванович            | Самбірський район        | Вільшаницький № 183               | шофер колгоспу «Прикарпаття» села Монастирець Самбірського р-ну                                                                   |                              |
| Козиренко Микола Дмитрович          | Буський район            | Соколівський № 91                 | голова Буського райвиконкому |                              |
| Копач Ярослава Миколаївна           | місто Стрий              | Стрийський № 67                   | робітниця Стрийського філіалу Львівської взуттєвої фірми «Прогрес»                                                                |                              |
| Корольова Таїса Василівна           | Миколаївський район      | Новороздольський № 138            | флотаторниця збагачувальної фабрики Роздольського гірничо-хімічного комбінату Миколаївського р-ну                                 |                              |
| Корольчук Ірина Василівна           | Бродівський район        | Лешнівський № 82                  | агроном колгоспу імені Леніна села Комарівка Бродівського р-ну                                                                    |                              |
| Косован Олександра Прокопівна       | місто Борислав           | Бориславський № 56                | голова Бориславського міськвиконкому                                                                                              |                              |
| Котик Богдан Дмитрович              | місто Львів              | Залізничний № 23                  | 1-й секретар Львівського обкому ЛКСМУ                                                                                             |                              |
| Крайненко Іван Семенович            | Городоцький район        | Комарнівський № 97                | голова Городоцького райвиконкому                                                                                                  |                              |
| Крамчанінов Іван Григорович         | місто Червоноград        | Червоноградський № 74             | начальник Червоноградської житлово-комунальної контори; голова Червоноградського міськвиконкому                                   |                              |
| Кривуляк Іван Франкович             | Кам'янсько-Бузький район | Кам'янсько-Бузький № 131          | головний лікар Кам'янсько-Бузької районної лікарні                                                                                |                              |
| Крупа Михайло Степанович            | Золочівський район       | Глинянський № 119                 | слюсар Глинянського відділення «Сільгосптехніки» Золочівського р-ну                                                               |                              |
| Крюков Микола Петрович              | Яворівський район        | Яворівський № 237                 | голова Яворівського райвиконкому                                                                                                  |                              |
| Кузан Мирослава Петрівна            | місто Дрогобич           | Дрогобицький № 58                 | швачка-мотористка Дрогобицької швейної фірми «Зоря»                                                                               |                              |
| Кузнецов Костянтин Дмитрович        | Турківський район        | Ісаївський № 224                  | завідувач Львівського обласного фінансового відділу                                                                               |                              |
| Кузьма Софія Тимофіївна             | Буський район            | Красненський № 87                 | агроном колгоспу «Авангард» селища Красне Буського р-ну                                                                           |                              |
| Куцевол Василь Степанович           | Буський район            | Буський № 86                      | 1-й секретар Львівського обкому КПУ                                                                                               |                              |
| Кушнєрова Олександра Василівна      | Золочівський район       | Куровичівський № 123              | секретар Львівського облвиконкому                                                                                                 |                              |
| Лавдир Катерина Михайлівна          | місто Дрогобич           | Дрогобицький № 60                 | фрезерувальниця Дрогобицького заводу автомобільних кранів                                                                         |                              |
| Лавринів Володимир Петрович         | місто Львів              | Шевченківський № 48               | контролер відділу технічного контролю Львівського заводу радіоелектронної медичної апаратури                                      |                              |
| Липова Дарія Павлівна               | Жидачівський район       | Новострілищанський № 116          | зоотехнік колгоспу імені Радянської Армії села Баківці Жидачівського р-ну                                                         |                              |
| Лінник Зоя Архипівна                | Мостиський район         | Твіржанський № 147                | голова Львівської обласної планової комісії                                                                                       |                              |
| Ліцовський Степан Якович            | Радехівський район       | Радехівський № 180                | голова Радехівського райвиконкому                                                                                                 |                              |
| Луник Микола Павлович               | Золочівський район       | Поморянський № 125                | голова правління Львівської облспоживспілки                                                                                       |                              |
| Лучит Катерина Михайлівна           | Городоцький район        | Родатичівський № 99               | ланкова колгоспу імені Чапаєва села Долиняни Городоцького р-ну                                                                    |                              |
| Лучко Михайло Прокопович            | місто Львів              | Шевченківський № 44               | шліфувальник Львівського інструментального заводу                                                                                 |                              |
| Мазур Серафим Олексійович           | місто Львів              | Залізничний № 34                  | машиніст локомотивного депо Львів-Захід Львівської залізниці                                                                      |                              |
| Мазурак Олександра Василівна        | Городоцький район        | Градівський № 95                  | вчителька Коропузької середньої школи Городоцького р-ну                                                                           |                              |
| Максимів Іванна Семенівна           | Бродівський район        | Пеняківський № 83                 | доярка ферми № 2 колгоспу імені Жовтневої революції села Батьків Бродівського р-ну                                                |                              |
| Манастирський Роман Ярославович     | Городоцький район        | Мшанський № 98                    | завідувач Львівського обласного відділу охорони здоров'я                                                                          |                              |
| Мариняк Юлія Михайлівна             | Бродівський район        | Бродівський № 80                  | швея-мотористка Бродівського філіалу Львівської швейної фірми «Маяк»                                                              |                              |
| Марко Марія Петрівна                | Пустомитівський район    | Сокільницький № 174               | парниковод радгоспу «Перемога» села Солонка Пустомитівського р-ну                                                                 |                              |
| Мартьянова Тамара Олександрівна     | місто Львів              | Ленінський № 5                    | заступник голови Львівської обласної організації товариства «Знання»                                                              |                              |
| Марченко Іван Семенович             | місто Львів              | Залізничний № 36                  | головний інженер Львівського заводу кінескопів                                                                                    |                              |
| Матвійцова Марія Тарасівна          | Перемишлянський район    | Стрілківський № 165               | бригадир рільничої бригади колгоспу імені Щорса села Романів Перемишлянського р-ну                                                |                              |
| Матис Ірина Остапівна               | Мостиський район         | Гусаківський № 142                | доярка колгоспу «Перемога» села Баличі Мостиського р-ну                                                                           |                              |
| Махоньок Тимофій Андрійович         | Сокальський район        | Великомостівський № 196           | 1-й секретар Сокальського райкому КПУ                                                                                             |                              |
| Мельник Роман Михайлович            | Турківський район        | Турківський № 227                 | слюсар по механізації тваринницьких приміщень Турківського районного відділення «Сільгосптехніка»                                 |                              |
| Мельник Ярослав Степанович          | Нестеровський район      | Гійченський № 149                 | завідувач ферми колгоспу імені Петровського села Гійче Нестеровського р-ну                                                        |                              |
| Меркулов Володимир Іванович         | особливий округ          | Перемишлянський район             | командир 28-го корпусу військ Протиповітряної оборони (ППО) СРСР, генерал-лейтенант авіації                                       |                              |
| Микитюк Марія Григорівна            | Радехівський район       | Миколаївський № 178               | зоотехнік колгоспу «Росія» села Миколаїв Радехівського р-ну                                                                       |                              |
| Миронова Марія Леонтіївна           | місто Львів              | Ленінський № 9                    | бригадир телефоністів Львівського поштамту                                                                                        |                              |
| Мисько Степан Іванович              | Самбірський район        | Бісковицький № 182                | тракторист колгоспу імені Мічуріна села Бісковичі Самбірського р-ну                                                               |                              |
| Михайлечко Любов Степанівна         | Жидачівський район       | Жирівський № 114                  | ланкова колгоспу імені Леніна села Заріччя Жидачівського р-ну                                                                     |                              |
| Мишко Ольга Кузьмівна               | місто Львів              | Залізничний № 38                  | намотувальниця Львівського заводу телеграфної апаратури                                                                           |                              |
| Мікоян Олексій Анастасович          | особливий округ          | Жидачівський район                | командувач 14-ї повітряної армії Прикарпатського військового округу, генерал-лейтенант авіації                                    |                              |
| Мінчук Валентина Євгенівна          | Пустомитівський район    | Давидівський № 169                | вчителька Старосільської середньої школи Пустомитівського р-ну                                                                    |                              |
| Мокра Марія Михайлівна              | Золочівський район       | Ясеновецький № 127                | голова Великовільшаницької сільської ради Золочівського р-ну                                                                      |                              |
| Муль Роман Іванович                 | Старосамбірський район   | Добромильський № 206              | тракторист колгоспу «50-річчя Жовтня» села Тернава Старосамбірського р-ну                                                         | вибув                        |
| Муховський Роман Якович             | місто Львів              | Шевченківський № 42               | штампувальник Львівського заводу газової апаратури                                                                                |                              |
| Назарчук Василь Павлович            | Жидачівський район       | Подорожненський № 117             | голова Жидачівського райвиконкому                                                                                                 |                              |
| Негода Ольга Іванівна               | Нестеровський район      | Дублянський № 152                 | голова Нестеровського райвиконкому                                                                                                |                              |
| Нетреба Іванна(Яніна) Станіславівна | місто Львів              | Ленінський № 14                   | формувальниця Львівського заводоуправління будівельних матеріалів                                                                 |                              |
| Обатуров Геннадій Іванович          | особливий округ          | Ленінський район міста Львова     | заступник командувача військ Прикарпатського військового округу, генерал-лейтенант танкових військ                                |                              |
| Олійник Мар'ян Миколайович          | місто Львів              | Залізничний № 29                  | слюсар Львівського паровозовагоноремонтного заводу                                                                                |                              |
| Оліщук Петро Григорович             | Сокальський район        | Стенятинський № 202               | голова колгоспу імені Калініна села Ільковичі Сокальського р-ну                                                                   |                              |
| Онищак Галина Павлівна              | Пустомитівський район    | Борщовицький № 167                | парниковод радгоспу «Жовтневий» села Лисиничі Пустомитівського р-ну                                                               |                              |
| Остапенко Андрій Маркіянович        | Нестеровський район      | Рава-Руський № 159                | 1-й секретар Нестеровського райкому КПУ                                                                                           |                              |
| Осташевська Раїса Миколаївна        | місто Львів              | Залізничний № 26                  | свердлувальниця Львівського заводу автонавантажувачів                                                                             |                              |
| Павленко Марія Панасівна            | місто Самбір             | Самбірський № 65                  | голова Самбірського міськвиконкому                                                                                                |                              |
| Павлів Петро Іванович               | місто Львів              | Ленінський № 12                   | слюсар складального цеху Львівського автобусного заводу                                                                           |                              |
| Палфій Федір Юрійович               | Пустомитівський район    | Оброшинський № 171                | директор Науково-дослідного інституту землеробства і тваринництва західних районів УРСР                                           |                              |
| Панаріна Пелагія Федорівна          | Нестеровський район      | Липницький № 154                  | зоотехнік колгоспу імені Чапаєва села Липник Нестеровського району                                                                |                              |
| Панков Анатолій Олексійович         | місто Трускавець         | Трускавецький № 72                | голова Трускавецького міськвиконкому                                                                                              |                              |
| Панченко Петро Пантелеймонович      | місто Львів              | Залізничний № 21                  | завідувач відділу організаційно-партійної роботи Львівського обкому КПУ                                                           |                              |
| Паславський Володимир Миколайович   | Городоцький район        | Керницький № 96                   | комбайнер колгоспу імені Мічуріна села Галичани Городоцького р-ну                                                                 |                              |
| Паховка Марія Петрівна              | Дрогобицький район       | Підбузький № 105                  | колгоспниця колгоспу «Україна» села Винники Дрогобицького р-ну                                                                    |                              |
| Педченко Анатолій Григорович        | особливий округ          | Шевченківський район міста Львова | Львівський обласний військовий комісар, полковник                                                                                 |                              |
| Петров Іван Миколайович             | Жидачівський район       | Жидачівський № 113                | бригадир електриків Жидачівського картонно-паперового комбінату                                                                   |                              |
| Петрусенко Микола Никифорович       | місто Львів              | Ленінський № 7                    | завідувач Львівського обласного відділу народної освіти                                                                           |                              |
| Петрушко Владислав Іванович         | місто Трускавець         | Трускавецький № 73                | заступник голови Львівського облвиконкому                                                                                         |                              |
| Пєстов Олександр Іванович           | місто Львів              | Ленінський № 3                    | студент 3-го курсу Львівського державного університету імені Івана Франка                                                         |                              |
| Пицюра Дмитро Іванович              | Городоцький район        | Великолюбінський № 93             | голова Львівської обласної ради професійних спілок                                                                                |                              |
| Плотичко Степанія Олексіївна        | Сокальський район        | Острівський № 199                 | доярка Доброчинського відділку радгоспу «Шахтар» села Доброчин Сокальського р-ну                                                  |                              |
| Подгребельна Марія Михайлівна       | місто Львів              | Ленінський № 11                   | робітниця Львівського механічного заводу                                                                                          |                              |
| Подольський Олександр Іванович      | місто Львів              | Шевченківський № 49               | електрик Львівської шкіряної фабрики «Світанок»                                                                                   |                              |
| Полотнюк Дарія Дмитрівна            | місто Львів              | Ленінський № 17                   | письменниця |                              |
| Полудень Микола Петрович            | Нестеровський район      | Магерівський № 155                | начальник Управління Комітету державної безпеки при Раді Міністрів УРСР по Львівській області                                     |                              |
| Полянська Степанія Миколаївна       | Дрогобицький район       | Меденицький № 103                 | агроном по захисту рослин колгоспу «Радянська Україна» села Літиня Дрогобицького р-ну                                             |                              |
| Прус Галина Терентіївна             | Кам'янсько-Бузький район | Добротвірський № 130              | старший інженер Добротвірської ДРЕС Кам'янсько-Бузького району                                                                    |                              |
| Ригус Ярослав Гнатович              | Дрогобицький район       | Доброгостівський № 101            | механізатор колгоспу «Карпати» села Уличне Дрогобицького р-ну                                                                     |                              |
| Рожак Володимир Миколайович         | Мостиський район         | Чернівський № 148                 | агроном колгоспу «Жовтень» села Мальнів Мостиського р-ну                                                                          |                              |
| Роїк Василь Мартинович              | місто Львів              | Шевченківський № 40               | слюсар Львівського конвеєробудівного заводу                                                                                       |                              |
| Романишин Микола Миколайович        | місто Львів              | Ленінський № 15                   | машиніст баштового крана Львівського домобудівного комбінату                                                                      |                              |
| Романів Ганна Михайлівна            | Перемишлянський район    | Перемишлянський № 163             | ланкова колгоспу імені Ілліча села Станимир Перемишлянського р-ну                                                                 |                              |
| Руденко Олександр Олександрович     | Яворівський район        | Добростанівський № 229            | голова колгоспу імені Богдана Хмельницького села Поріччя Яворівського р-ну                                                        |                              |
| Рудик Степан Іларіонович            | Жидачівський район       | Бориницький № 110                 | голова Львівського обласного суду                                                                                                 |                              |
| Савчин Марія Володимирівна          | Кам'янсько-Бузький район | Великоколодненський № 129         | ланкова колгоспу імені Жданова села Жовтанці Кам'янсько-Бузького району                                                           |                              |
| Сагайдак Михайло Матвійович         | Сокальський район        | Селецький № 200                   | тракторист колгоспу імені Дзержинського села Селець Сокальського р-ну                                                             |                              |
| Свищ Ганна Євстахіївна              | Перемишлянський район    | Свірзький № 164                   | доярка колгоспу імені Ленінського комсомолу села Кимир Перемишлянського р-ну                                                      |                              |
| Сворень Катерина Петрівна           | місто Львів              | Шевченківський № 45               | сортувальниця цеху скляних виробів Львівської скляної фірми «Райдуга»                                                             |                              |
| Святоцький Василь Олександрович     | місто Львів              | Залізничний № 33                  | секретар Львівського міськкому КПУ                                                                                                |                              |
| Сидор Володимир Іванович            | Стрийський район         | Долішненський № 218               | начальник Львівського обласного управління торгівлі                                                                               |                              |
| Сидоров Георгій Захарович           | Миколаївський район      | Миколаївський № 137               | 1-й секретар Миколаївського райкому КПУ                                                                                           |                              |
| Сікорський Борис Володимирович      | Пустомитівський район    | Семенівський № 173                | голова Пустомитівського райвиконкому                                                                                              |                              |
| Сінкус Галина Степанівна            | місто Львів              | Ленінський № 2                    | швея Львівської фабрики індпошиву і ремонту одягу                                                                                 |                              |
| Слюсаренко Віталій Андрійович       | місто Червоноград        | Червоноградський № 75             | 2-й секретар Львівського обкому КПУ                                                                                               |                              |
| Смаль Петро Юхимович                | Радехівський район       | Вузлівський № 176                 | головний інженер-механік колгоспу імені Ярослава Галана села Вузлове Радехівського р-ну                                           |                              |
| Смілка Марія Михайлівна             | Городоцький район        | Городоцький № 94                  | швея Городоцького філіалу Львівської швейної фірми «Весна»                                                                        |                              |
| Собко Василь Кіндратович            | особливий округ          | Пустомитівський район             | начальник 7-го Карпатського прикордонного загону Західного прикордонного округу КДБ, підполковник                                 |                              |
| Соболевська Володимира Степанівна   | Самбірський район        | Чайковицький № 188                | економіст колгоспу «Прогрес» села Чайковичі Самбірського р-ну                                                                     |                              |
| Сорока Орися Олексіївна             | Сколівський район        | Тухольківський № 194              | доярка радгоспу «Верховина» села Тухолька Сколівського р-ну                                                                       |                              |
| Співак Євгенія Петрівна             | Сокальський район        | Тартаківський № 203               | ланкова колгоспу «Росія» села Княже Сокальського р-ну                                                                             |                              |
| Стахів Михайло Федорович            | Кам'янсько-Бузький район | Батятичівський № 128              | голова Кам'янсько-Бузького райвиконкому                                                                                           |                              |
| Стефаник Семен Васильович           | Сколівський район        | Славський № 193                   | голова Львівського облвиконкому                                                                                                   |                              |
| Стиранівський Ігор Олександрович    | Жидачівський район       | Ходорівський № 118                | робітник Ходорівського цукрового комбінату Жидачівського р-ну                                                                     |                              |
| Сторонська Мирослава Миколаївна     | місто Борислав           | Бориславський № 54                | робітниця живописного цеху Бориславського фарфорового заводу                                                                      |                              |
| Стороняк Іван Ілліч                 | Сокальський район        | Сокальський № 201                 | завідувач Львівського обласного відділу соціального забезпечення                                                                  |                              |
| Стояновський Степан Васильович      | місто Львів              | Ленінський № 8                    | ректор Львівського зооветеринарного інституту                                                                                     |                              |
| Стрієр Лейзер Вольфович             | місто Дрогобич           | Дрогобицький № 61                 | завідувач Львівського обласного відділу комунального господарства                                                                 |                              |
| Стрільчук Михайло Прокопович        | місто Червоноград        | Червоноградський № 76             | бригадир мулярів будівельного управління № 61 тресту «Червонограджитлобуд»                                                        |                              |
| Ступницький Леонід Васильович       | Пустомитівський район    | Пустомитівський № 172             | редактор обласної газети «Вільна Україна»                                                                                         |                              |
| Тарнавський Ілля Євстахійович       | Кам'янсько-Бузький район | Новояричівський № 132             | голова Львівського обласного комітету народного контролю                                                                          |                              |
| Телішевський Тимофій Дмитрович      | Самбірський район        | Рудківський № 187                 | 1-й заступник голови Львівського облвиконкому                                                                                     |                              |
| Телішевський Ярослав Дмитрович      | Нестеровський район      | Добросинський № 151               | голова колгоспу «Нове життя» села Добросин Нестеровського району                                                                  |                              |
| Ткач Стефанія Іванівна              | Миколаївський район      | Димівський № 136                  | завідувачка свиноферми колгоспу імені Леніна села Тернопілля Миколаївського р-ну                                                  |                              |
| Ткаченко Федір Павлович             | Сокальський район        | Жвирківський № 197                | начальник Львівського обласного управління внутрішніх справ                                                                       |                              |
| Товкач Мирослав Павлович            | Сколівський район        | Козівський № 190                  | голова Сколівського райвиконкому                                                                                                  |                              |
| Товстяк Євстахій Григорович         | Самбірський район        | Корналовицький № 185              | завідувач майстернею по ремонту тракторів та сільськогосподарських машин колгоспу «17 Вересня» села Корналовичі Самбірського р-ну |                              |
| Токмаков Євген Петрович             | Бродівський район        | Бродівський № 79                  | начальник Львівського обласного управління харчової промисловості                                                                 |                              |
| Труш Володимир Іванович             | Мостиський район         | Пнікутський № 145                 | голова Крукеницької сільської ради Мостиського р-ну                                                                               |                              |
| Турок Михайло Васильович            | Стрийський район         | Дашавський № 216                  | механізатор колгоспу «40-річчя Жовтня» селища Дашава Стрийського р-ну                                                             |                              |
| Устянівська Ольга Юріївна           | Старосамбірський район   | Лютовиський № 207                 | свинарка колгоспу імені Шевченка села Сусідовичі Старосамбірського р-ну                                                           |                              |
| Феджора Ганна Петрівна              | Пустомитівський район    | Щирецький № 175                   | бухгалтер колгоспу імені Калініна селища Щирець Пустомитівського р-ну                                                             |                              |
| Федик Ганна Іванівна                | Старосамбірський район   | Старосолянський № 212             | доярка Стрільбищенського відділка радгоспу «Старосамбірський» села Стрільбище Старосамбірського р-ну                              |                              |
| Ференц Марія Василівна              | Турківський район        | Лімнянський № 225                 | колгоспниця колгоспу імені Кірова села Вовче Турківського р-ну                                                                    |                              |
| Фомичов Павло Васильович            | особливий округ          | Дрогобицький район                | 1-й заступник начальника Політичного управління Прикарпатського військового округу, генерал-лейтенант                             |                              |
| Халдєєв Леонід Васильович           | особливий округ          | Стрийський район                  | полковник внутрішньої охорони |                              |
| Харченко Петро Данилович            | місто Борислав           | Бориславський № 55                | майстер по видобутку нафти і газу 2-ї бригади 4-го Бориславського нафтопромислового управління «Бориславнафта»                    |                              |
| Царюк Микола Максимович             | місто Львів              | Шевченківський № 52               | директор Львівського заводу електровимірювальних приладів                                                                         |                              |
| Чепіль Ганна Володимирівна          | Миколаївський район      | Верхньодорожненський № 134        | завідувачка ферми колгоспу імені Чапаєва села Велика Горожанка Миколаївського району                                              |                              |
| Чепурна Діна Орестівна              | місто Стрий              | Стрийський № 68                   | обліковець Стрийського філіалу Львівської склофірми «Райдуга»                                                                     |                              |
| Червінко Любомира Йосипівна         | місто Львів              | Шевченківський № 50               | фасувальниця таблетно-фасувального цеху Львівського хіміко-фармацевтичного заводу                                                 |                              |
| Черечон Олександра Іванівна         | Нестеровський район      | Підлісненський № 158              | ланкова колгоспу імені Карла Маркса села Надичі Нестеровського району                                                             |                              |
| Черняк Наталія Степанівна           | Стрийський район         | Гірненський № 215                 | ветеринарний фельдшер колгоспу «Перемога» села Нижня Стинава Стрийського р-ну                                                     |                              |
| Чичерська Юлія Олексіївна           | Турківський район        | Верхньовисоцький № 202            | доярка Верхньогусиненського відділка радгоспу «Карпати» села Верхнє Гусине Турківського р-ну                                      |                              |
| Чуб Григорій Васильович             | Старосамбірський район   | Новоміський № 210                 | начальник Львівського обласного виробничого управління сільського господарства                                                    |                              |
| Швед Євгенія Йосипівна              | Нестеровський район      | Деревнянський № 150               | агроном колгоспу «Більшовик» села Боянець Нестеровського р-ну                                                                     |                              |
| Швець Марія Іванівна                | Мостиський район         | Судововишнянський № 146           | доярка колгоспу імені Дзержинського міста Судова Вишня Мостиського р-ну                                                           |                              |
| Швець Федір Михайлович              | Бродівський район        | Ясенівський № 85                  | бригадир тракторної бригади колгоспу імені Василя Стефаника села Ясенів Бродівського р-ну                                         |                              |
| Шевчук Марія Григорівна             | Радехівський район       | Нововитківський № 179             | ланкова колгоспу імені Богдана Хмельницького села Корчин Радехівського р-ну                                                       |                              |
| Шеметун Данило Семенович            | Миколаївський район      | Розвадівський № 140               | начальник Львівського обласного управління меліорації і водного господарства                                                      |                              |
| Шкаріна Марія Андріївна             | місто Львів              | Залізничний № 35                  | робітниця-гідрогенізаторниця Львівського гідрозаводу масложирової фірми «Жовтень»                                                 |                              |
| Шкварок Софія Юріївна               | Пустомитівський район    | Звенигородський № 170             | доярка колгоспу імені Шевченка села Звенигород Пустомитівського р-ну                                                              |                              |
| Шуліка Федір Петрович               | Стрийський район         | Дідушицький № 217                 | голова Стрийського райвиконкому                                                                                                   |                              |
| Щербуха Раїса Петрівна              | Сколівський район        | Сколівський № 192                 | лікар-педіатр Сколівської центральної районної лікарні                                                                            |                              |
| Юр'єва Ніна Данилівна               | місто Львів              | Шевченківський № 41               | швея Львівської трикотажної фірми «Промінь»                                                                                       |                              |
| Яблонська Марія Іванівна            | Яворівський район        | Івано-Франківський № 230          | вчителька Івано-Франківської середньої школи Яворівського району                                                                  |                              |
| Ягодзінський Аполлон Григорович     | місто Львів              | Залізничний № 30                  | голова Львівського міськвиконкому                                                                                                 |                              |
| Янишевський Василь Степанович       | місто Львів              | Залізничний № 27                  | водій тролейбуса Львівського тролейбусного управління                                                                             |                              |
| Янишин Марія Йосипівна              | Мостиський район         | Мостиський № 144                  | лікар Мостиської районної лікарні                                                                                                 |                              |
| Ясінський Омелян Михайлович         | Турківський район        | Боринський № 221                  | голова колгоспу імені Свердлова села Верхнє Турківського р-ну                                                                     |                              |
| Гудим Леонід Єфремович              | Перемишлянський район    | Чемеринецький № 166               | голова Перемишлянського райвиконкому                                                                                              | дообраний 24 січня 1971 року |
| Попов Валентин Петрович             | Старосамбірський район   | Добромильський № 206              | інспектор відділу організаційно-партійної роботи ЦК КПУ                                                                           | дообраний 24 січня 1971 року |
| Самардак Микола Миколайович         | місто Львів              | Ленінський № 4                    | бригадир комплексної бригади будівельного управління № 51 тресту «Львівжитлобуд»                                                  | дообраний 24 січня 1971 року |

27 березня 1969 року відбулася 1-а сесія Львівської обласної ради депутатів трудящих 12-го скликання. Головою облвиконкому обраний Телішевський Тимофій Дмитрович, 1-м заступником голови — Гнидюк Микола Якимович, заступниками голови:  Джугало Володимир Федорович, Мартьянова Тамара Олександрівна, Петрушко Владислав Іванович. Секретарем облвиконкому обрана Кушнєрова Олександра Василівна.
Обрано виконком Львівської обласної ради 12-го скликання у складі 15 чоловік: Телішевський Тимофій Дмитрович — голова облвиконкому; Гнидюк Микола Якимович — 1-й заступник голови облвиконкому; Джугало Володимир Федорович — заступник голови облвиконкому; Мартьянова Тамара Олександрівна — заступник голови облвиконкому; Петрушко Владислав Іванович — заступник голови облвиконкому; Кушнєрова Олександра Василівна — секретар облвиконкому; Куцевол Василь Степанович — 1-й секретар Львівського обкому КПУ; Лінник Зоя Архипівна — голова Львівської обласної планової комісії; Кузнецов Костянтин Дмитрович — завідувач Львівського обласного фінансового відділу; Тарнавський Ілля Євстахійович — голова Львівського обласного комітету народного контролю; Ткаченко Федір Павлович — начальник Львівського обласного управління внутрішніх справ; Чуб Григорій Васильович — начальник Львівського обласного управління сільського господарства; Ягодзінський Аполлон Григорович — голова Львівського міськвиконкому; Візний Володимир Йосипович — зоотехнік колгоспу «Росія» села Костенів Перемишлянського р-ну; Павлів Петро Іванович — бригадир бригади комуністичної праці Львівського автобусного заводу.